# レナータ (企業)
レナータ（Renata SA）社は、スイスのバーゼル＝シュタット準州、ItingenにあるSwatchグループの電池メーカー。1952年設立。

## 製造品目
- 一次電池

リチウム電池
空気電池
酸化銀電池
- 二次電池（蓄電池）

リチウムイオン二次電池
リチウムポリマー電池